# 影子神鞭
《影子神鞭》（英語：The Shadow Whip）是1971年在香港上映的一部香港電影，由罗维执导，并与倪匡一起合作编剧，田丰等人出演。该电影主要讲述杨寒云与其伯父在一系列遭遇中，意外的得知了很多年前所发生的事情的故事。

## 劇情簡介
有一个女武术家她叫杨寒云，她和伯父兼师父在关外以开客栈为生，而有那么一天，有一些人找上了他们，至于是什么原因，是因为十几年前，杨寒云的伯父杀了人，所以别人来寻仇了。
然而通过之后的调查，人们却发现，做出这些事情的，居然是杨寒云伯父的朋友，随后杨寒云和武林人士将其伯父的这个朋友击毙。并且杨寒云还在之后和武林人士王剑心相恋。

## 演员
- 郑佩佩
- 岳华
- 田丰
- 罗维
- 岑潜波
- 金天柱
- 谷峰
- 李昆
- 曾楚霖
- 郝履仁

## 備註
1. ↑  柏姜. . 2005年.
2. ↑  WOW!SCREEN. . 2012年.
3. ↑  邱淑婷. . 2006年.

## 相關連結
- 互联网电影数据库（IMDb）上《影子神鞭》的资料（英文）
- 豆瓣电影上《影子神鞭》的資料 （简体中文）
- 香港影庫上《影子神鞭》的資料（繁體中文）
- 爛番茄上《影子神鞭》的資料（英文）